# 赵真美
赵真美（朝鲜语： Jo Jinmi，2004年11月15日—），朝鲜女子跳水运动员，2024年世界游泳锦标赛女子双人10米跳台和混合双人10米跳台银牌得主、2024年夏季奥林匹克运动会女子双人10米跳台银牌得主。